# Trichothyriopsis
Trichothyriopsis is een geslacht in de familie Microthyriaceae. De typesoort is Trichothyrium densa. Later werd deze soort heringedeeld naar het geslacht Trichothyrium.

## Soorten
Volgens Index Fungorum telt het geslacht twee soorten (peildatum januari 2022):
| Soortnaam                | Auteur(s) | Publicatiejaar |
| ------------------------ | --------- | -------------- |
| Trichothyriopsis alineum | Bat.      | 1951           |
| Trichothyriopsis juruana | Theiss.   | 1919           |